# Malá Čausa
Malá Čausa és un poble i municipi d'Eslovàquia que es troba a la regió de Trenčín. La primera menció escrita de la vila es remunta al 1430.

## Demografia
| Godina             | 1994 | 2004   | 2014   | 2024   |
| ------------------ | ---- | ------ | ------ | ------ |
| Nombre de persones | 628  | 621    | 680    | 706    |
| Diferència         |      | −1,11% | +9,50% | +3,82% |

| Godina             | 2023 | 2024   |
| ------------------ | ---- | ------ |
| Nombre de persones | 705  | 706    |
| Diferència         |      | +0,14% |